# Phytomastax elegans
Phytomastax elegans is een rechtvleugelig insect uit de familie Eumastacidae. De wetenschappelijke naam van deze soort is voor het eerst geldig gepubliceerd in 1969 door Pravdin.